# Neoeuscelus regularis
Neoeuscelus regularis is een keversoort uit de familie bladrolkevers (Attelabidae). De wetenschappelijke naam van de soort werd in 1883 gepubliceerd door Faust.